# 長淵線
長淵線（朝鲜语：／ Changyŏn sŏn */?）是朝鮮民主主義人民共和國的一條鐵道線路，站點為黄海南道的水桥站到長淵站。

## 路线概况
- 距离：17.7km
- 车站数：4
- 轨距：1435mm
- 电气化区间：无
- 复线区间：无